# 이석재 (축구 선수)
이석재(2003년 7월 8일~)는 대한민국의 축구 선수로, 포지션은 미드필더이다.

## 구단 경력
서울에서 태어난 그는 2019년에 포츠머스로 합류했다.2020년 11월 10일, 웨스트햄 유나이티드 U-21과의 EFL 트로피 경기에서 데뷔했으며, 시즌 종료 후에 구단을 떠났다.